# Scie à ruban

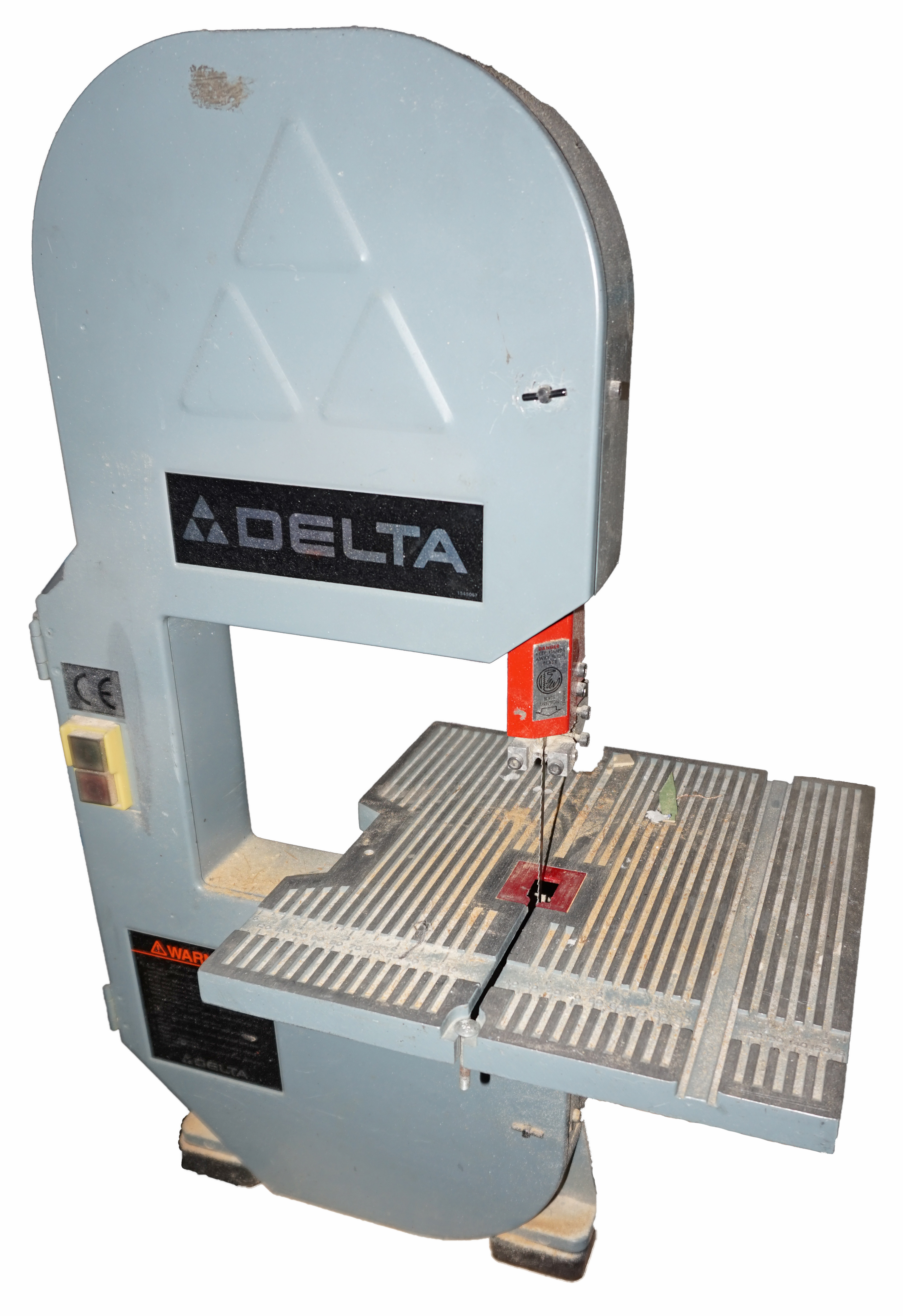
Scie à ruban

La scie à ruban est une machine-outil qui met en rotation une bande en acier fermée sur elle-même ; elle sert principalement au délignage de plateaux en menuiserie. Elle permet également le chantournage en utilisant des lames de faible largeur. Son action diffère de celle de la scie circulaire notamment par sa hauteur de coupe et ses capacités de chantournage.
Pour le chantournage, il existe également un outil spécialisé : la scie à chantourner.

## Principe de fonctionnement
La position de l'axe du volant inférieur de la scie à ruban est fixe. Le volant supérieur peut monter et descendre pour tendre ou détendre le ruban (la lame) et peut s'incliner pour être bien en face du volant inférieur de façon que la lame tourne bien et ne saute pas.
Le moteur fait tourner le volant inférieur, ce qui entraîne la lame et le volant supérieur.
La scie à ruban peut avoir une ou deux faces de coupe (double coupe), ce qui permet, en évitant un échauffement de la lame si celle-ci est bien affûtée et avoyée, de déligner ou de couper des pièces de bois de grande section à des vitesses plus élevées qu'avec d'autres types de scies. La rapidité de coupe de cette scie a un inconvénient : elle n'est pas d'une précision absolue. Les pièces de bois seront le plus souvent dégauchies et rabotées après la coupe, cette scie servant essentiellement au débit des bois bruts.

## Dangers
La rapidité de la lame entraîne deux grands risques : 
- le recul important entrainé par la lame
- l'inertie : la lame met très longtemps pour s'arrêter complètement.

On peut ainsi couper une pièce de bois même 3 minutes après l'arrêt. Certaines scies à ruban sont cependant équipées d'un frein.

## Sécurité des machines et prévention des risques professionnels
Les scies à ruban sont des machines. Les machines, et plus généralement les installations automatisées utilisées dans l’industrie peuvent, si aucune mesure de prévention n’est prise, présenter des risques pour les opérateurs et tierces personnes amenés à les côtoyer. Dans l’Union Européenne, d’un point de vue réglementaire, leur conception et leur utilisation doivent être conformes, entre autres :
- à la directive "Machines" 2006/42/CE pour la conception,
- à la directive 2009/104/CE qui s’adresse aux utilisateurs de machines.

### Conception des machines destinées au marché européen
Conformément aux dispositions de la Directive européenne Machines 2006/42/CE, les fabricants doivent réduire les risques dès la conception et respecter les Exigences Essentielles de Santé et de Sécurité listées dans son Annexe I.
Pour les aider dans leur démarche, les fabricants pourront s’appuyer sur la norme ISO 12100 qui décrit les principes généraux de conception des machines ainsi que sur les brochures INRS ED6122 « Sécurité des équipements de travail. Prévention des risques mécaniques » et  ED6310 « Sécurité des machines. Principes de conception des systèmes de commande ».

### Utilisation des machines sur le territoire européen
Afin de préserver la santé et la sécurité des travailleurs, l’employeur doit s’assurer que les machines sont sûres et conformes et que leur utilisation n’expose pas les salariés à des risques, et ceci dans toutes leurs phases de vie.
A cet effet, il doit réaliser l’évaluation des risques liés à la machine dont les résultats seront transcrits dans le Document unique d’évaluation des risques.
De plus, l’employeur a l’obligation de maintenir la machine en état de conformité (article 4.2 de la directive européenne 2009/104/CE).
Il peut s'appuyer sur la brochure INRS ED6316 "Scies à ruban à table", ou pour les machines utilisées dans l'agroalimentaire, sur le guide pratique ED6267 "Sécurisation des scies à ruban dans l'agroalimentaire".

## Scie à ruban automotrice

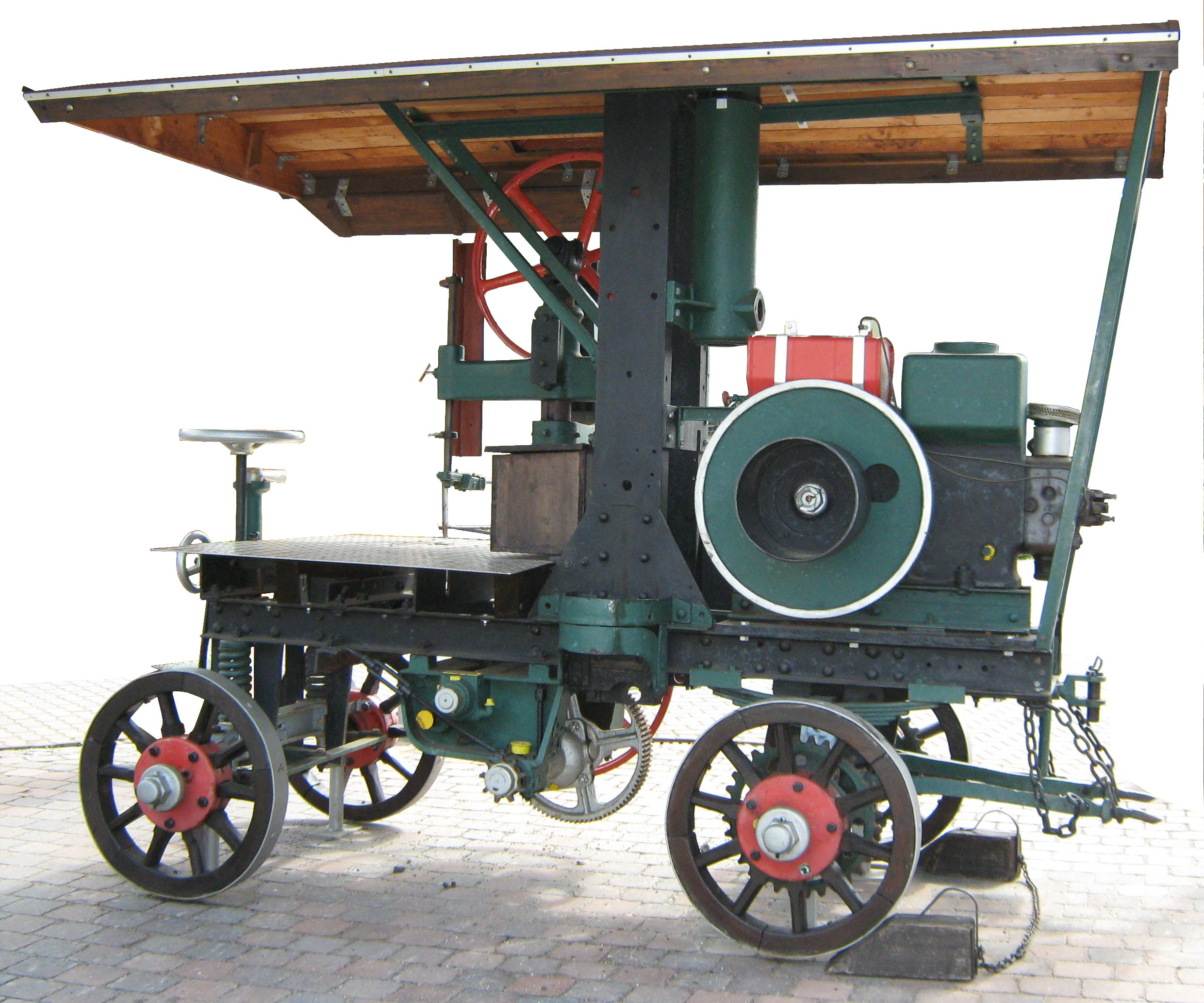
Scie à ruban automotrice, construite en 1911, par Deutz-Motor.

La scie à ruban automotrice est un véhicule qui servait autrefois à couper du bois de chauffage. La machine est une scie à ruban montée sur un véhicule à moteur. L'avantage est que la machine peut être transportée chez le client, éliminant ainsi le besoin pour le client de conduire le bois jusqu'à la scierie. La première scie à ruban mobile a été développée en 1900 et la société allemande Kaelble de Backnang est considérée comme le premier fabricant de cette machine en Europe. La machine de l'entreprise datant de 1924 pouvait traiter 40 mètres cubes de bois en 10 heures de travail. En Europe occidentale, ces véhicules ont été utilisés par les marchands de bois jusque dans les années 1960. En Europe de l'Est et dans les Balkans, les scies à ruban portatives sont encore souvent visibles en automne et au début de l'hiver, lorsque la demande de bois de chauffage est la plus élevée. Certains artisans qui scient du bois de chauffage utilisent parfois des scies à ruban portatives artisanales.